# 小林夕岐子
小林 夕岐子（、1946年〈昭和21年〉10月6日 - ）は、日本の元女優である。本名、小林 由木子（読み同じ）。
東京都出身。東京女学館高等学校卒業。父親は俳優の水島道太郎、母親は宝塚歌劇団25期生の元タカラジェンヌで女優の山鳩くるみ。

## 来歴
戦前の映画界の大スターで、戦後も長く第一線で活躍した俳優・水島道太郎を父に持ち、高校在学中より東宝から映画出演の誘いがあったが、学業優先で断っていた。
1965年の高校卒業後、大学受験に失敗して予備校へ通うことになって再び東宝から誘いがありオーディションを受け、東宝東宝俳優養成所6期生となる。同期には菱見地谷子・高橋厚子・宮内恵子・佐川亜梨らがいた。
1966年の本多猪四郎監督作品『お嫁においで』 でホテルレストランのウェイトレス役として同期の菱見地谷子・高橋厚子とともにデビュー。小林は、セリフもなかったので養成所の稽古の延長という意識であったことを述懐している。
1967年は数本のテレビドラマにゲスト出演するが、中でも特撮ドラマ『ウルトラセブン』（円谷特技プロ、TBS）の第9話「アンドロイド0指令」に登場する「アンドロイド少女ゼロワン」役は強烈な印象を残し、今なお特撮ファンの根強い人気を得ている。小林自身も、女優業であることを最初に認識した作品であったと述べている。
1968年8月公開の特撮大作『怪獣総進撃』ではヒロインの真鍋杏子役に抜擢され、本格的な映画デビューを果たして代表作とした。
1970年の『ゲゾラ・ガニメ・カメーバ 決戦!南海の大怪獣』ではセルジオ島の少女「サキ」役を演じたが、舞台が常夏の南海で露出の多い衣装だったのに対して、撮影時期は冬だったために撮影時はその寒さのため大変苦労したという。『幽霊屋敷の恐怖 血を吸う人形』（1970年）では死美人で吸血鬼の「野々村夕子」役を演じたが、脚本を渡されて「ぜひやりたい」と大乗り気で演じたという。
その後、病気を機に1974年頃に芸能界から引退した。10年に満たない活動期間で、映画・テレビドラマ・舞台で活躍したが、特撮・ファンタジーに代表作が多く端正な容姿から非人間的な役どころを得意としていた。本人も「現実離れした役柄のほうが演じていて楽しい」と語っている。
2004年に、CSファミリー劇場『ウルトラ情報局』へゲスト出演し、上記のアンドロイド少女ゼロワン役への思いを中心に特撮作品について語った。それ以降、DVDコメンタリーやイベントへの出演など露出の機会が増えた。

## 人物
特技は茶道・日舞。
姓名判断にも通じており、芸名の「夕岐子」は自身で決めたものである。
幼少期は父親の教育方針で男子のように育てられ、小学校に上がるまではスカートを履いたことがなかった。

## 出演作品

### 映画
- お嫁においで（1966年、東宝） - ホテルのウェイトレス
- 怪獣総進撃（1968年、東宝） - 真鍋杏子[出典 6]
- 若大将シリーズ
  - ニュージーランドの若大将（1969年、東宝） - パンナムのスチュワーデス
  - 若大将対青大将（1971年、東宝） - 牧田昌子
- コント55号 人類の大弱点 （1969年、東宝） - 大日本福祉協会の事務員
- 日本一のヤクザ男（1970年、東宝） - 前野由紀子
- ゲゾラ・ガニメ・カメーバ 決戦!南海の大怪獣（1970年、東宝） - サキ[1][7]
- 幽霊屋敷の恐怖 血を吸う人形（1970年、東宝） - 野々村夕子[1]
- 女房を早死にさせる方法（1974年、東宝） - 石松夫人
- 大仏廻国 The Great Buddha Arrival  (2019年、3Y） - 村田夕子

### テレビドラマ
- 桃太郎侍（1967年 - 1968年、NTV）
  - 第1話「長屋の鬼退治」（1967年） - 腰元
  - 第7話「一刀両断」（1967年） - 品川宿の茶屋の娘
  - 第18話「恐怖の宿場町」（1968年） - 宿場町の娘
  - 第26話「江戸の鬼」（1968年） - 腰元
- ウルトラセブン 第9話「アンドロイド0指令」（1967年、TBS） - アンドロイド少女 ゼロワン[1]
- 37階の男 第10話「華麗なる裏切り」（1968年、NTV）
- 東京コンバット 第4話「殺人設計図」（1968年、CX）
- 東京バイパス指令（NTV）
  - 第5話「恐喝（かつあげ）」（1968年）
  - 第27話「女獣」（1969年）
  - 第41話「殺人海流」（1969年）
- オバゲバ学園奮戦記（1970年、12ch）
- 旗本退屈男 第22話「美女を賭ける」（1971年、CX）
- 東芝日曜劇場 / ダンプかあちゃん その4（1971年、HBC）
- 人形佐七捕物帳 第11話「怪談 捕物三つ巴」（1971年、NET） - 梅鶯
- レッツゴー・ミュンヘン! 第11話「世界に挑め サンダー・ボール!」（1971年、12ch）
- 花王愛の劇場（TBS）
  - 愛染椿（1972年）
  - 婚期（1973年）
  - 五番町夕霧楼（1974年）
- 飛び出せ! 青春 第19話「北海道へは着いたけど」（1972年、NTV） - 花嫁・ゆきこ
- 太陽にほえろ! 第32話「ボスを殺しに来た女」（1973年、NTV） - 慶子
- 若さま侍捕物手帖 第9話「俺達の歌声聞いたかい」（1973年、KTV） - 染香
- 幡随院長兵衛お待ちなせえ 第12話「甦った恋」（1974年、MBS）

### 舞台
- 西鶴一代男[9]（1969年、帝国劇場）